# Миозин
Миозинът е двигателен белтък, който изгражда миозиновите филаменти. Миозиновите молекули които изграждат миозиновата нишка са разположени така че половината от техните главички са насочени към единия край на нишката, а другата половина — към другия край. Тези главички осъществяват контакта на миозиновия филамент с актиновите микрофиламенти.